# Oedipina quadra
Oedipina quadra är en groddjursart som beskrevs av McCranie, Vieites och David Burton Wake 2008. Oedipina quadra ingår i släktet Oedipina och familjen lunglösa salamandrar. Inga underarter finns listade i Catalogue of Life.